# Mërgim Vojvoda
Mërgim Vojvoda, född 1 februari 1995 i Hof, Tyskland, är en kosovansk-belgisk fotbollsspelare (försvarare) som spelar för Torino.

## Karriär
I augusti 2020 värvades Vojvoda av Torino, där han skrev på ett fyraårskontrakt.